# Niška Banja
Niška Banja je gradić i centar istoimene općine u istočnoj Srbiji. Pripada Nišavskom okrugu.

## Stanovništvo
U naselju Niška Banja živi 4.437 stanovnika, od toga 3.582 punoljetna stanovnika, a prosječna starost stanovništva iznosi 40,3 godina (39,5 kod muškaraca i 41,0 kod žena). U naselju ima 1.494 domaćinstavo, a prosječan broj članova po domaćinstvu je 2,97.
| broj stanovnika | 910   | 1168  | 1991  | 3131  | 3854  | 4179  | 4437  |
|                 | 1948. | 1953. | 1961. | 1971. | 1981. | 1991. | 2001. |

## Vanjske poveznice
- Službena stranica općine